# European Service Module
Lo European Service Module (ESM) è il modulo di servizio della navetta Orion e verrà utilizzato per fornire la propulsione e l'energia elettrica al modulo dell'equipaggio (Crew Module) di Orion.
L'ESM è stato progettato e costruito da Airbus Defence and Space e rappresenta il contributo dell'ESA al Programma Artemis della NASA.
Il modulo di servizio supporta il modulo dell'equipaggio dal lancio fino alla loro separazione prima del rientro, fornisce la propulsione per i trasferimenti orbitali, il controllo di assetto e il sistema di abbandono del lancio. Inoltre fornisce l'acqua ed ossigeno necessari all'equipaggio, genera e immagazzina energia elettrica e controlla la temperatura dei sistemi e dei componenti del velivolo. Il modulo può anche trasportare materiali ed equipaggiamento scientifico.

## Sviluppo

### Programma Constellation
Nell'ambito del Programma Constellation, la NASA aveva progettato un modulo di servizio con una forma approssimativamente cilindrica, in lega di Allumminio e Litio, con una coppia di pannelli solari dispiegabili di forma circolare, simili a quelli impiegati dalla sonda Phoenix Mars Lander. I pannelli erano stati preferiti alle celle a combustibile e i relativi serbatoi di idrogeno liquido.
Il sistema di propulsione principale, chiamato Orion Main Engine, era costituito da un motore Aerojet AJ-10, che sviluppa una spinta di 33 kN, derivato dal secondo stadio del razzo Delta III e alimentato da propellente ipergolico (tetrossido di diazoto e idrazina) contenuto in serbatoi sferici in titanio. Il Reaction Control System, ovvero il sistema di propulsori di manovra, utilizzava lo stesso propellente.
L'aria da respirare era fornita dai doppi serbatoi di ossigeno liquido e dal singolo serbatoio di azoto liquido (N2). Delle cartucce di idrossido di litio (LiOH) avrebbero riciclato l'aria della navetta rimuovendo l'anidride carbonica (CO2) emessa dagli astronauti. A causa dell'eliminazione delle celle a combustibile e dei serbatoi di idrogeno liquido, la navetta doveva contenere serbatoi di acqua potabile in entrambi i moduli per l'equipaggio e acqua mescolata con glicoli per il raffreddamento dell'elettronica.
Il modulo di servizio comprendeva anche dei radiatori per disperdere il calore in eccesso e i pannelli solari. Questi ultimi, assieme alle batterie di riserva situate nel modulo dell'equipaggio, fornivano l'energia ai sistemi (con una tensione di 28 V DC).
Dopo 2 minuti e mezzo dal lancio si sarebbe staccato il rivestimento protettivo in fibra di vetro del modulo di servizio, assieme al distacco del sistema Launch Escape System e del rivestimento protettivo del modulo dell'equipaggio.
Nelle prime versioni, il modulo di servizio di Orion assomigliava ad una versione più tozza e più grande del modulo di servizio della navetta Apollo. Successivamente venne ridisegnato mantenendo la larghezza di 5 m, ma spostando i pannelli solari, che erano situati vicino al punto di aggancio tra la navetta e il lanciatore, al centro della modulo, dove sarebbero stati meno soggetti a danni.
La lunghezza del modulo di servizio era di 4,78 m, inclusi i propulsori, la massa a vuoto era di 3600 kg e la capacità del propellente era di 8200 kg.

### Velivolo derivato dall'ATV
A maggio 2011 è stata annunciata una collaborazione tra l'ESA e la NASA per progettare l'erede della navetta Automated Transfer Vehicle (ATV) e il 21 giugno dell'anno successivo, l'Airbus Defence and Space ha annunciato di aver ottenuto due contratti, ciascuno da 6,5 milioni di euro, per valutare l'impiego della tecnologia e dell'esperienza ottenuta con l'Automated Transfer Vehicle e il modulo Columbus della Stazione Spaziale in future missioni. Le proposte allo studio erano un modulo di servizio da utilizzare con il Crew Module di Orion, e un velivolo orbitale multifunzione.
Il 21 novembre 2012, l'ESA ha deciso di sviluppare un modulo di servizio per Orion derivato dall'ATV. Il 16 gennaio 2013, la NASA ha annunciato che il modulo di servizio sarebbe volato nella Artemis 1, la prima missione dello Space Launch System statunitense.
Il 16 febbraio 2017 è stato concluso un contratto tra Airbus e l'ESA per la produzione di un secondo modulo di servizio per l'impiego nella missione Artemis 2, il primo volo con equipaggio della navetta Orion, a maggio 2020 è stato siglato un altro contratto da 250 milioni di euro per la costruzione di un terzo modulo di servizio, che verrà utilizzato nella missione Artemis 3 ed a febbraio 2021 è stato siglato un ulteriore contratto da 650 milioni di euro per la costruzione di altri 3 moduli, che saranno impiegati per le missioni Artemis 4, Artemis 5, Artemis 6.